# 荷属加勒比签证政策

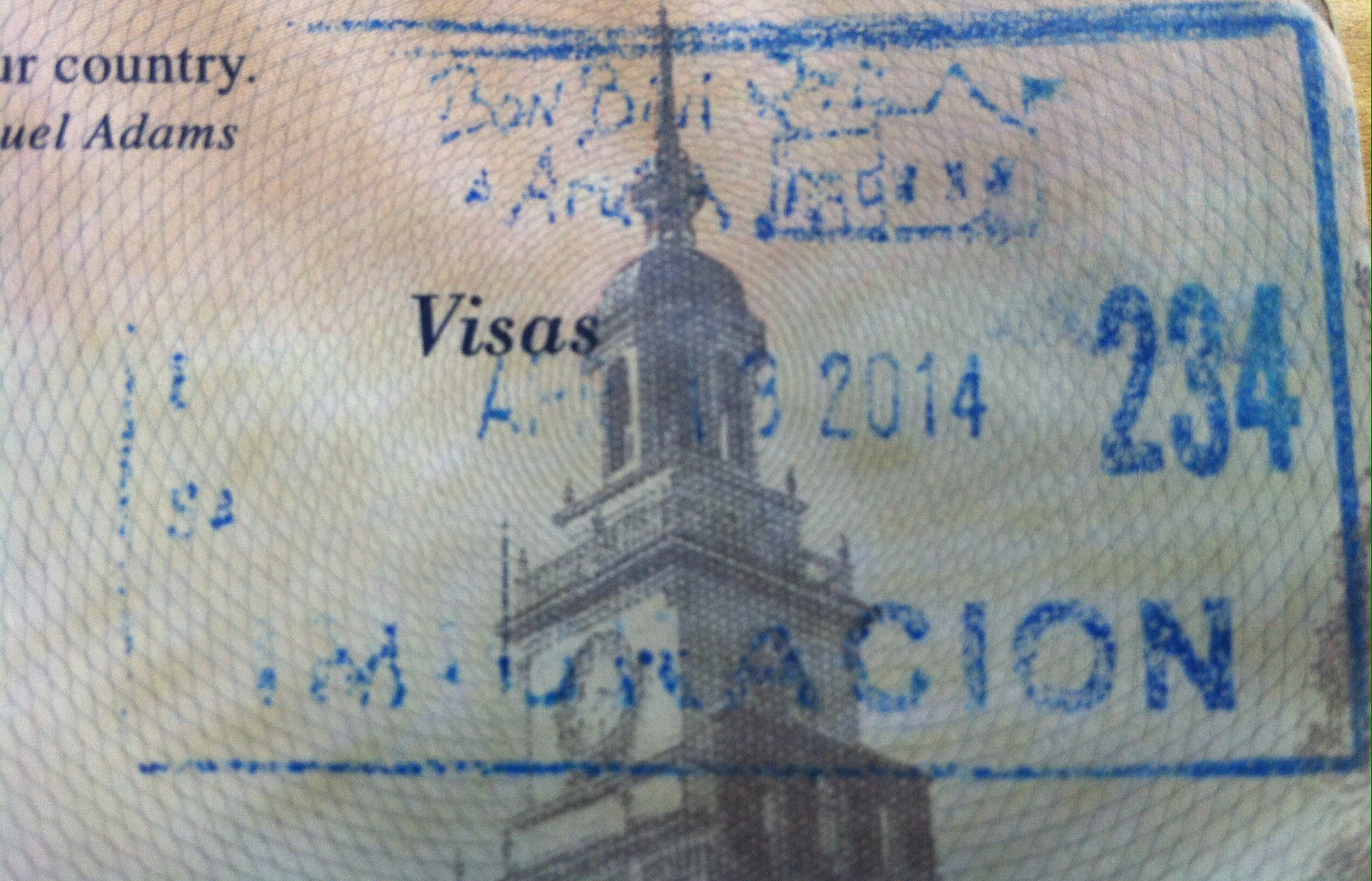
阿鲁巴护照章

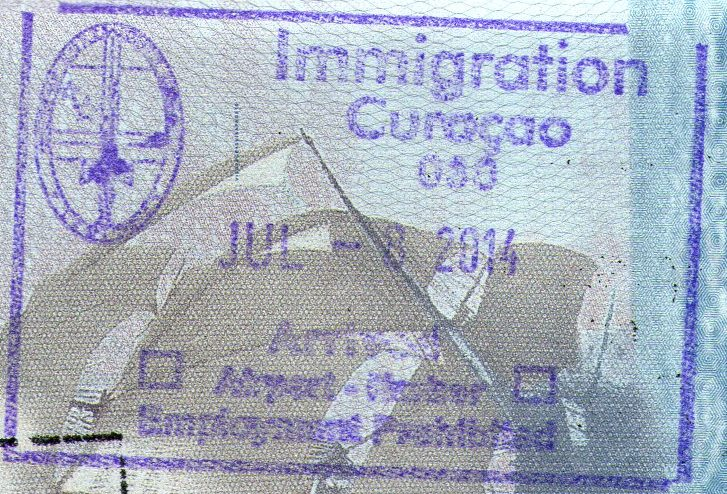
库拉索入境章

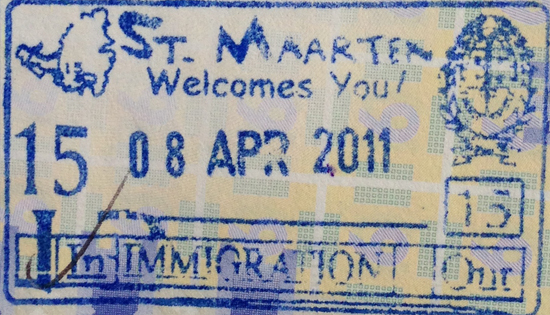
荷属圣马丁入境章

荷兰王国加勒比海领地荷兰加勒比区、阿鲁巴、圣马丁和库拉索（即荷属加勒比地区）使用统一的签证。使用这一签证不能访问属于申根区的荷兰王国的欧洲部分。

## 签证
标准签证适用于所有六座岛屿并允许在180天内多次入境最多停留90天。在单个构成国最长可以不间断居留30天。持该签证无法访问荷兰王国欧洲部分。该签证可在荷兰王国的使领馆中申请，并且要说明访问的具体构成国。访问单个构成国和访问整个区域的签证审查政策是相同的。申请长期签证的政策各个构成国不尽相同 。

## 历史
阿鲁巴和荷属安的列斯（2010年10月10日前两部分均是荷兰王国在加勒比海地区的构成国）均有自己的签证政策，并且一些国家的国民可以免签证入境。通过荷兰王国各构成国之间的协商，各部分的政策有很大的相似性，均以欧洲联盟签证政策为基础，同时拓展到加勒比海各国。2010年10月10日荷属安的列斯解体后，王国的所有加勒比领土：阿鲁巴岛，库拉索岛，圣马丁岛以及博内尔岛，圣尤斯特歇斯岛和萨巴岛引入了通用签证制度。互免签证国家国民最长居留时间为三个月，而其他国家国民最长居留时间为30天。

## 签证政策地图

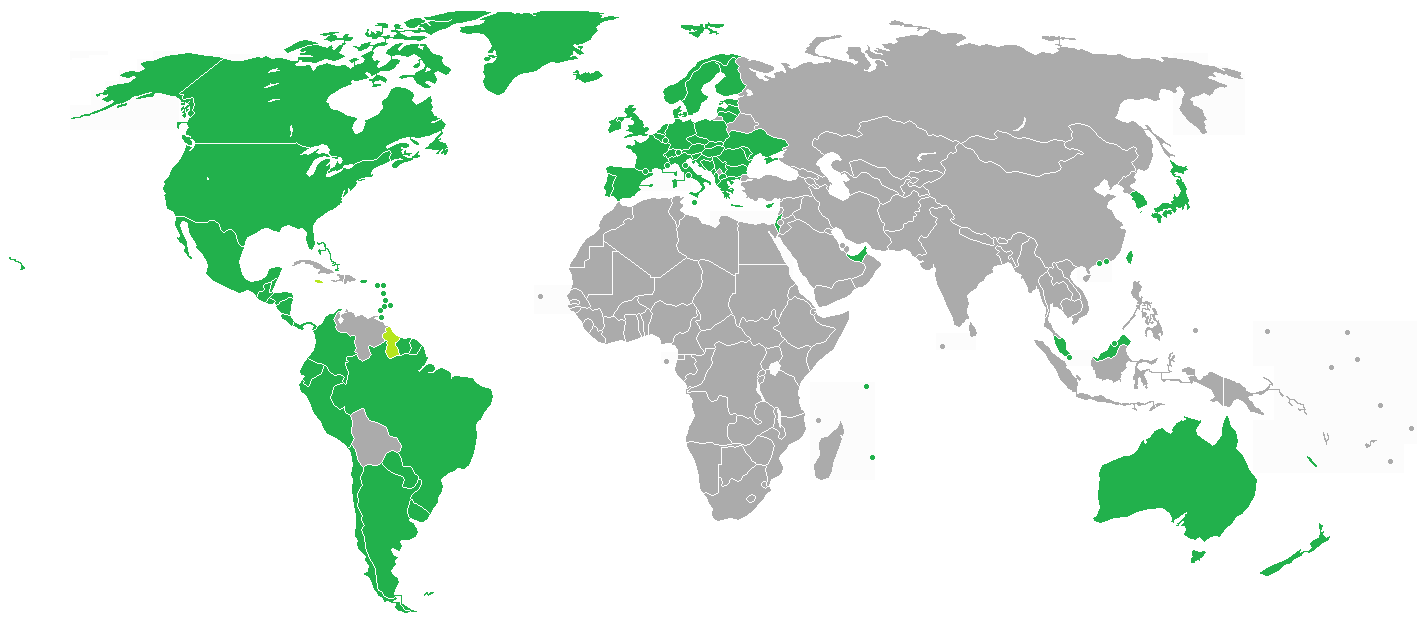
免签可以进入阿鲁巴，库拉索岛，圣马丁岛和荷属加勒比的国家

## 免签入境
以下国家和地区的公民在阿鲁巴岛，库拉索岛，圣马丁岛和荷属加勒比可免签入境长达90天。
| - 所有欧盟公民 \| - 阿尔巴尼亚 - 安道尔 - 安地卡及巴布達 - 阿根廷 - 巴哈马 - 巴西 - 加拿大 - 智利 - 哥伦比亚 \| - 多米尼克 - 薩爾瓦多 - 格瑞那達 - [Note 2] - 香港[Note 3] - 冰島 - 以色列 - 牙买加[Note 4] - 日本 - 列支敦斯登 - 澳門[Note 5] - 马来西亚 \| - 模里西斯 - 墨西哥 - 摩尔多瓦 - 摩納哥 - 蒙特內哥羅 - 新西兰 - 尼加拉瓜 - 北馬其頓 - 挪威 - 巴拿马 - 巴拉圭 - 秘魯[Note 2] - 圣基茨和尼维斯 - 圣卢西亚 \| - 圣马力诺 - 塞爾維亞 - 塞舌尔 - 新加坡 - 苏里南 - 瑞士 - 中華民國[Note 6] - 千里達及托巴哥 - 乌克兰 - 阿联酋 - 英国 - 美国 - 乌拉圭 - 梵蒂冈 - 委內瑞拉 \| \| | | | |  |
| - 阿尔巴尼亚 - 安道尔 - 安地卡及巴布達 - 阿根廷 - 巴哈马 - 巴西 - 加拿大 - 智利 - 哥伦比亚 | - 多米尼克 - 薩爾瓦多 - 格瑞那達 - 香港 - 冰島 - 以色列 - 牙买加 - 日本 - 列支敦斯登 - 澳門 - 马来西亚 | - 模里西斯 - 墨西哥 - 摩尔多瓦 - 摩納哥 - 蒙特內哥羅 - 新西兰 - 尼加拉瓜 - 北馬其頓 - 挪威 - 巴拿马 - 巴拉圭 - 秘魯 - 圣基茨和尼维斯 - 圣卢西亚 | - 圣马力诺 - 塞爾維亞 - 塞舌尔 - 新加坡 - 苏里南 - 瑞士 - 中華民國 - 千里達及托巴哥 - 乌克兰 - 阿联酋 - 英国 - 美国 - 乌拉圭 - 梵蒂冈 - 委內瑞拉 |  |

1. ↑  包括各种英国公民。
2. 1 2  入境荷属圣马丁需要签证。
3. ↑  中华人民共和国香港特别行政区护照持有人。
4. ↑  只被库拉索免签
5. ↑  中华人民共和国澳门特别行政区护照持有人。
6. ↑  含有身份证号的中华民国护照持有人。

此外，以下团体免除签证要求：
- 船舶或飞机的驾驶，组员或乘客，其连续逗留时间不得超过48小时。
- 联合国签发的联合国通行证持有人。

### 荷兰公民
虽然所有荷兰国民都拥有欧洲荷兰的居留权，但荷属加勒比的居留权仅限于与该地区有关连的人。其他荷兰人可以免签进入这两个国家最多6个月。荷属加勒比身份证持有人和阿鲁巴，库拉索和荷属圣马丁的“Cedula”可进入博内尔岛，圣尤斯特歇斯岛和萨巴岛，但荷兰身份证不行。

### 替代签证
任何非免签国家的国民，如果持有申根区国家，爱尔兰或英国签发的有效签证或居留许可，或加拿大或美国签发的居留许可，可免签进入阿鲁巴，库拉索岛，圣马丁岛和荷属加勒比最多90天。
此外，下列国家的国民可以持有加拿大或美国签发的有效签证免签入境。
| - 玻利维亚 - 中國 - 古巴 | - 海地 | - 印度 - 牙买加 - 秘魯 |  |

1. ↑  除库拉索。
2. 1 2  仅限荷属圣马丁。其他领地已是免签。
3. ↑  仅限阿鲁巴、荷属圣马丁和荷属加勒比。库拉索已免签。

### 免签总结
| 国家                 | 荷兰 (申根区) | 阿鲁巴和 荷属加勒比 | 库拉索 | 荷属圣马丁 |
| -------------------- | ------------- | ------------------- | ------ | ---------- |
| 欧洲联盟成员         | 是            | 是                  | 是     | 是         |
| 欧洲自由贸易联盟成员 | 是            | 是                  | 是     | 是         |
| 申根区'Annex II'     | 是            | 是                  | 是     | 是         |
| 秘魯                 | 是            | 是                  | 是     | 否         |
| 东帝汶               | 是            | 否                  | 否     | 否         |
|                      | 是            | 否                  | 否     | 否         |
| 基里巴斯             | 是            | 否                  | 否     | 否         |
| 马绍尔群岛           | 是            | 否                  | 否     | 否         |
| 密克羅尼西亞聯邦     | 是            | 否                  | 否     | 否         |
| 帛琉                 | 是            | 否                  | 否     | 否         |
| 萨摩亚               | 是            | 否                  | 否     | 否         |
| 所罗门群岛           | 是            | 否                  | 否     | 否         |
|                      | 是            | 否                  | 否     | 否         |
|                      | 是            | 否                  | 否     | 否         |
| 乌克兰               | 是            | 否                  | 否     | 否         |
|                      | 是            | 否                  | 否     | 否         |
|                      | 否            | 是                  | 是     | 是         |
|                      | 否            | 是                  | 是     | 是         |
| 苏里南               | 否            | 是                  | 是     | 是         |
|                      | 否            | 是                  | 是     | 否         |
| 牙买加               | 否            | 否                  | 是     | 否         |

1. ↑  除秘鲁，东帝汶，格鲁吉亚，乌克兰和2015年加入的大洋洲国家（基里巴斯，马绍尔群岛，密克罗尼西亚，帕劳，萨摩亚，所罗门群岛，汤加，图瓦卢和瓦努阿图）。